# Аліс Гі-Бланше
Аліс Гі-Бланше (фр. Alice Guy-Blaché; 1 червня 1871; Сен-Манде, Франція — 24 березня 1968; Mahwah, США) — французька кінорежисерка, продюсерка, сценаристка та акторка. Піонерка кінематографа, перша в історії жінка-кінорежисерка та продюсерка.
Художня директорка та співзасновниця студії Solax Studios у Флашинґу, штат Нью-Йорк. У 1912 році Солакс інвестувала 100 000 доларів у нову студію у Форт-Лі, Нью-Джерсі, центрі американського кінематографа до заснування Голлівуду. Того ж року вона зняла фільм "Дурень та його гроші", ймовірно, перший фільм з афроамериканським акторським складом. Зараз фільм зберігається в Національному центрі збереження кіно- та відеоматеріалів Американського інституту кіномистецтва через його історичну та естетичну цінність.

## Творчі надбання
Аліс Гі-Бланше вважається однією з найплідніших кінематографістів, її доробок складає понад 300 кінострічок. Щоправда, наприкінці ХХ століття декотрі її роботи піддали сумніву (адже в архівах знаходили дані про роботу над деякими фільмами інших авторів/режисерів, а оскільки Аліс була відповідальною за випуск фільмів на студії Леона Гомона — то ті перші фільми приписували саме їй, не маючи достовірних даних щодо інших авторів). Наразі, загальний перелік творчості Аліс Гі-Бланше такий:

### Як продюсерка
| - La flétrissure (1920) - «Tarnished Reputations» — USA - «Une âme à la dérive» — France - What Will People Say? (1916) - Barbara Frietchie (1915) - My Madonna (1915) - The Song of the Wage Slave (1915) - The Vampire (1915/I) (producteur) - The Shooting of Dan McGrew (1915) - The Heart of a Painted Woman (1915) - The Woman of Mystery (1914) - Shadows of the Moulin Rouge (1913) - Matrimony's Speed Limit (1913) - A House Divided (1913/I) - Beasts of the Jungle (1913) | - The Girl in the Arm-Chair (1912) - A Comedy of Errors (1912/I) - Making an American Citizen (1912) - A Fool and His Money (1912) - Dublin Dan (1912) - Treasures on the Wing (1912) - The Equine Spy (1912) - Fra Diavolo (1912) - The Reformation of Mary (1912) - The Sewer (1912) (producteur) - The Detective's Dog (1912/I) - Algie, the Miner (1912) - Hubby Does the Washing (1912) - Cupid and the Comet (1911) - Sage-femme de première classe (1902) |

### Як сценографка
| - House of Cards (1917) - A Man and the Woman (1917) - The Empress (1917) - Моя Мадонна / My Madonna (1915) - The Lure (1914) - The Woman of Mystery (1914) - The Dream Woman (1914) | - Beneath the Czar (1914) - Shadows of the Moulin Rouge (1913) - Kelly from the Emerald Isle (1913) - Beasts of the Jungle (1913) - Dick Whittington and his Cat (1913) - Fra Diavolo (1912) - Hubby Does the Washing (1912) |